# Bhumibol Adulyadej
Đây là tên người Thái Lan. Bhumibol là tên riêng; Adulyadej là họ.
Bhumibol Adulyadej hoặc Phumiphon Adunyadet (Thái Lan), phiên âm tiếng Việt là Bu-mi-bon A-đun-da-đét, chính thức được gọi là "Bhumibol Đại đế" (tiếng Thái: ภูมิพลอดุลยเดช; IPA: pʰu:mipʰon adunjadeːd; 
ngheⓘ) (5 tháng 12 năm 1927 – 13 tháng 10 năm 2016), còn được gọi là Vua Rama IX, là quốc vương Thái Lan trị vì từ ngày 9 tháng 6 năm 1946 cho đến khi mất ngày 13 tháng 10 năm 2016. Ông lên ngôi sau khi anh trai mình (vua Rama VIII) chết do bị ám sát.
Bhumibol Aduladej được xem là một trong số những vị quân vương trị vì lâu nhất thế giới và là vị vua trị vì lâu nhất trong lịch sử Thái Lan. Trong suốt triều đại của ông, Thái Lan đã trải qua 30 đời thủ tướng bắt đầu với Pridi Banomyong và kết thúc với Prayuth Chan-ocha.
Mặc dù Thái Lan theo thể chế quân chủ đại nghị, vị quốc vương này đã vài lần can thiệp vào chính trường, gần đây nhất là trong cuộc khủng hoảng chính trị năm 2005 – 2006. Bhumibol Adulyadej được coi là có công lớn trong nỗ lực kiến tạo tiến trình chuyển đổi dân chủ ở Thái Lan trong thập niên 1990, mặc dù trong giai đoạn đầu của vương triều, ông đã ủng hộ các chính phủ quân sự, bao gồm việc ngầm ủng hộ vụ Thảm sát Đại học Thammasat.
Forbes ước tính tài sản và các khoản đầu tư tài sản của Bhumibol, được quản lý bởi Crown Property Bureau (CPB), một cơ quan độc đáo mà không phải là công ty tư nhân và cũng không phải là công ty nhà nước, trị giá 30 tỷ USD trong năm 2010, và ông là người đứng đầu danh sách của "hoàng gia giàu nhất thế giới" của tạp chí này từ năm 2008 tới năm 2013. Trong tháng 5 năm 2014, tài sản của Bhumibol lại một lần nữa được liệt kê trên tạp chí này với 30 tỷ USD. Chính thức thì các tài sản của CPB quản lý thuộc sở hữu của vua Thái Lan đương nhiệm với tư cách như một tổ chức, không phải với tư cách một cá nhân Bhumibol Adulyadej. Ông sử dụng tài sản to lớn của mình để cung cấp tài chính cho nhiều đề án phát triển, đặc biệt là ở nông thôn.
Sau năm 2006, sức khỏe của Bhumibol bị suy giảm và ông đã trải qua thời gian dài tại Bệnh viện Siriraj. Ông được người dân Thái Lan hết sức tôn kính. Đối với nhiều người dân Thái, nhà vua được sùng bái gần như một thần linh. Người thừa kế của ông, Vajiralongkorn, không được lòng dân như cha mình, dẫn đến lo ngại rằng chế độ quân chủ Thái Lan sẽ bị mất uy tín và ảnh hưởng sau cái chết của Bhumibol.

## Thiếu thời

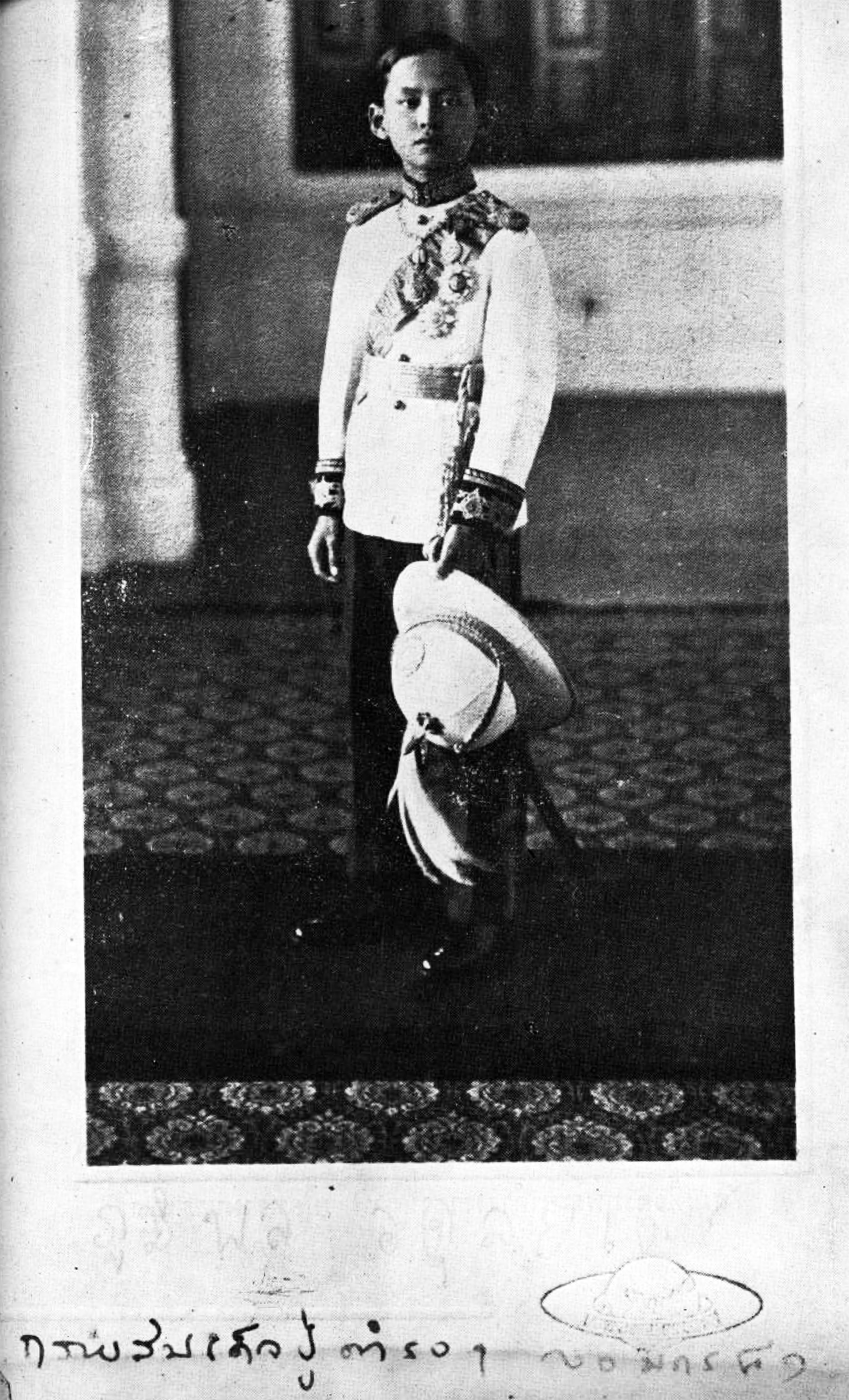
Hoàng tử Bhumibol Adulyadej năm 1963.

Chào đời ngày 5 tháng 12 năm 1927 tại Bệnh viện Mount Auburn ở Cambridge, tiểu bang Massachusetts, Hoa Kỳ, Bhumibol là con trai út của Mahidol Adulyadej, Vương tử xứ Songkla (con trai của Vua Chulalongkorn) và Mom Sangwal (sau này là Somdej Phra Sri Nakarindhara Boromaratchachonnani). Giấy khai sinh tại Hoa Kỳ của ông chỉ ghi tên ông là "Baby Songkla", vì cha mẹ phải tham khảo ý kiến bác của mình, vua Rama VII (Prajadhipok), sau đó là tộc trưởng của nhà Chakri, để xin một cái tên tốt lành. Vua Rama VII chọn cái tên Bhumibol Adulyadej, nghĩa là "sức mạnh của đất, quyền lực không thể so sánh" (từ chữ tiếng Phạn: भूमिबल अतुल्यतेज, Bhūmibala Atulyatēja). Cha của ông lúc đó đang học chương trình y tế công cộng tại Đại học Harvard, đó là lý do tại sao Bhumibol là vị vua Thái Lan duy nhất sinh tại Mỹ. Bhumibol có một chị gái, công chúa Galyani Vadhana, và một người anh trai, Vương tử Ananda Mahidol.
Khi mới sinh, ông mang tên Thái là Pra Worawongse Ther Phra Ong Chao Bhumibol Adulyadej (พระวรวงศ์เธอ พระองค์เจ้าภูมิพลอดุลยเดช), cho thấy bà mẹ là thứ dân. Nếu ra đời trước đó vài năm, trước khi chú của cậu, Vua Prajadhipok, thông qua đạo luật cho phép con của một vương tử và một thường dân được gọi là Phra Ong Chao (vương thân với địa vị thấp hơn một Chao Fa), cậu đã phải nhận danh hiệu Mom Chao (cấp thấp nhất trong vòng các vương thân Thái), giống anh chị của cậu.
Bhumibol được đem về Thái Lan năm 1928, sau khi Vương tử Mahidol tốt nghiệp ngành Y tại Đại học Harvard. Sau khi hoàn tất chương trình tiểu học tại trường Mater Dei ở Bangkok, năm 1933, cậu đến Thụy Sĩ để theo học tại École Nouvelle de la Suisse romande, ở Chailly-sur-Lausanne, tốt nghiệp với văn bằng baccalauréat de lettres (Tú tài văn chương Pháp, tiếng Latin và tiếng Hi Lạp). Bhumibol theo học tại Đại học Lausanne khi anh của cậu, Phra Ong Chao Ananda Mahidol, lên ngai ở Thái Lan. Năm 1935, Nhà vua sắc phong em trai và em gái mình trở thành Chao Fa (cấp cao nhất trong vòng các vương tử và công chúa). Họ trở về Thái Lan trong năm 1938, nhưng rồi trở lại Thụy Sĩ để tiếp tục học tập cho đến năm 1945.

## Kế vị và hôn nhân

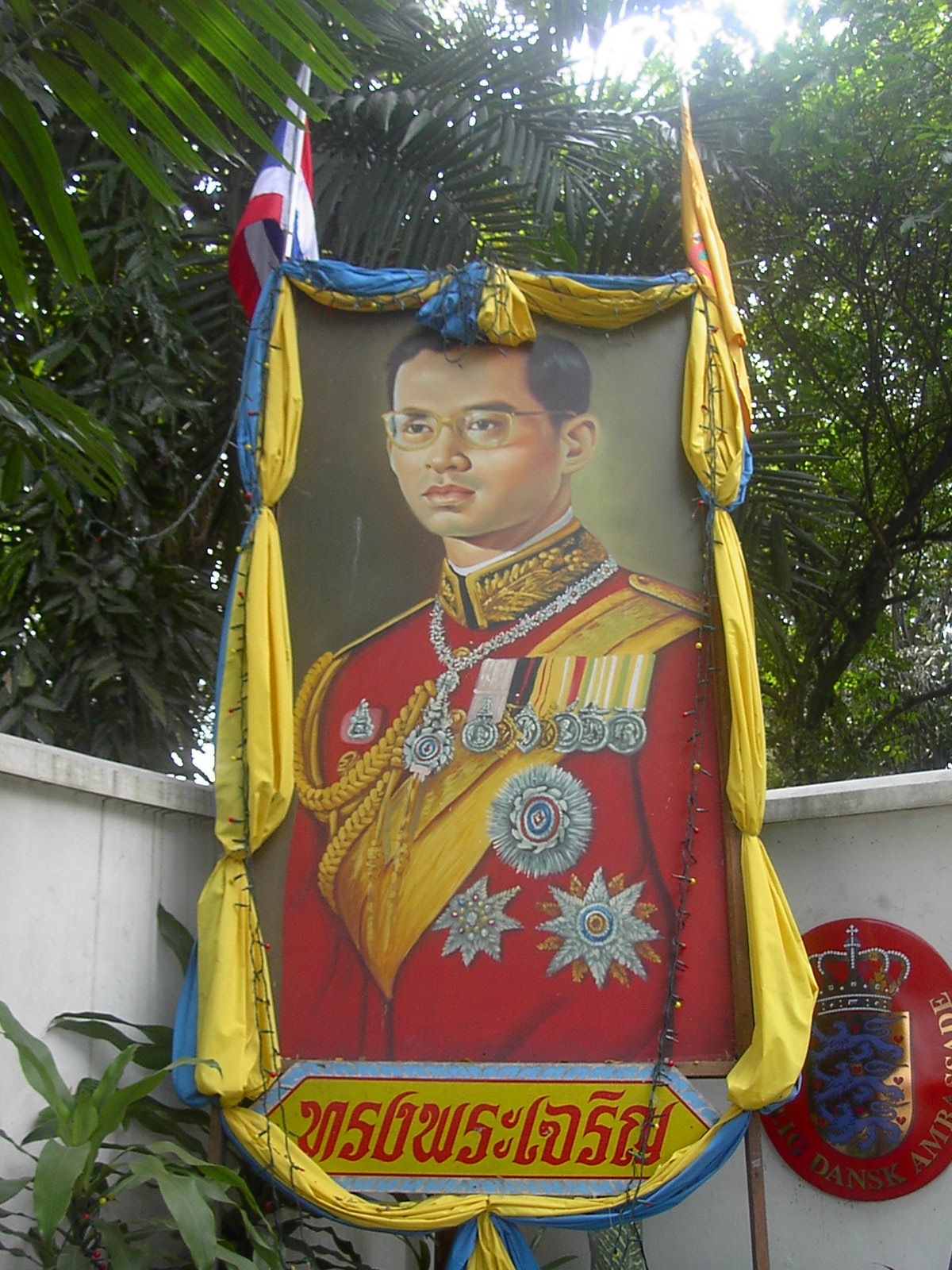
Nhiều hình ảnh của Quốc vương, giống như ảnh này bên ngoài Đại sứ quán Đan Mạch, nhà vua trông trẻ hơn số tuổi, giúp nâng cao vị trí của nhà vua trong lòng dân chúng

Bhumibol kế vị ngai vàng sau khi anh của ông, vua Ananda Mahidol, mất ngày 9 tháng 6 năm 1946, trong một sự kiện được miêu tả là một tai nạn liên quan đến vũ khí xảy ra trong Hoàng Cung ở Bangkok. Nỗi đau buồn sâu sắc khi mất người anh mà Bhumibol luôn ngưỡng mộ được bộc lộ trong một bức thư riêng, ... (Tôi) không ngừng suy nghĩ về anh ấy, dù chỉ trong phút chốc. Tôi luôn nghĩ rằng, trong suốt cuộc đời mình, sẽ không bao giờ chia lìa khỏi anh. Nhưng định mệnh thật nghiệt ngã. (Tôi) không hề nghĩ đến ngai báu, chỉ nghĩ rằng mình là người em bé bỏng của anh".
Vì chưa hoàn tất chương trình học, Nhà vua và bà mẹ quyết định Bhumibol phải trở lại Thuỵ Sĩ. Suốt trong thời gian này, chú của cậu, Rangsit vương xứ Chainat, được chỉ định làm Nhiếp chính vương. Đến Thuỵ Sĩ, Bhumibol chuyển sang nghiên cứu Luật và Khoa học Chính trị, những môn học hữu ích cho cậu sau khi nhận lãnh ngai báu. Trong khi sống ở Thuỵ Sĩ, Bhumibol thường xuyên đến Paris, ở đó cậu gặp người cháu họ, Mom Rajawongse Sirkit Kitiakara, con gái của anh họ ông là đại sứ Thái tại Pháp. Cậu trở nên khách quen trong ngôi nhà của ông đại sứ. Khi Bhumibol bị mất một mắt trong một tai nạn xe hơi ở Lausanne, Mom Rajawongse Sirkit lại trở thành khách quen của cậu. Cô gái đến gặp mẹ của Bhumibol và được yêu cầu đến học tại Lausanne khi nhà vua tỏ ra quan tâm đến cô và muốn biết nhiều hơn về cô. Bhumibol chọn cho cô Riante Rive, một trường nội trú ở Lausanne. Rồi một lễ đính hôn tổ chức đơn giản ở Lausanne ngày 19 tháng 7 năm 1949. Họ kết hôn ngày 28 tháng 4 năm 1950, chỉ vài tuần trước lễ đăng cơ.
Nhà vua và vương hậu Sirikit có bốn người con:
- Công chúa Ubol Ratana, sinh ngày 5 tháng 4 năm 1951 ở Lausanne, Thuỵ Sĩ;
- Thái tử Maha Vajiralongkorn, sinh ngày 28 tháng 7 năm 1952;
- Công chúa Maha Chakri Sirindhorn, sinh ngày 2 tháng 4 năm 1955;
- Công chúa Chulabhorn Walailak, sinh ngày 4 tháng 7 năm 1957.

Một trong những cháu ngoại của nhà vua, con trai của công chúa Ubol Ratana, Bhumi Jesen (Khun Poom), thiệt mạng trong Thảm họa Sóng thần Ấn Độ Dương năm 2004.

## Lễ Đăng cơ và các danh hiệu

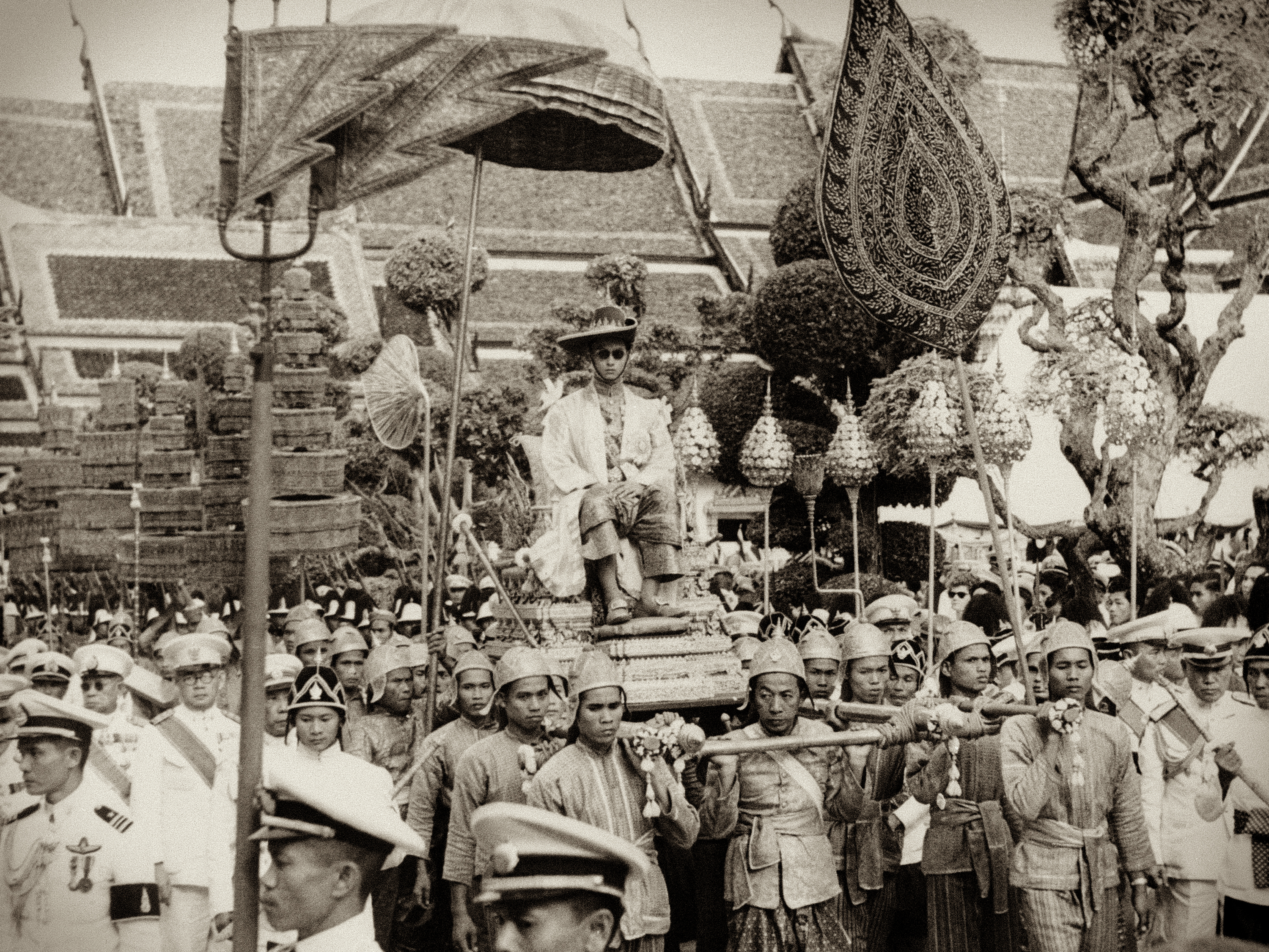
Bhumibol ngồi trên kiệu trong Lễ đăng quang năm 1950

Bhumibol đăng cơ ngày 5 tháng 5 năm 1950 tại Hoàng Cung ở Bangkok. Tên nghi lễ của nhà vua, theo truyền thống cổ là::พระบาทสมเด็จพระปรมินทรมหาภูมิพลอดุลยเดช มหิตลาธิเบศรามาธิบดี จักรีนฤบดินทร์ สยามินทราธิราช บรมนาถบพิตร (Phrabat Somdej Phra Paramindra Maha Bhumibol Adulyadej Mahitaladhibet Ramadhibodi Chakrinarubodindara Sayamindaradhiraj Boromanatbophit ngheⓘ)
Trong cùng ngày, nhà vua sắc phong Vương hậu (Somdej Phra Boromarajini). Mỗi năm lễ đăng quang của nhà vua vào ngày 5 tháng 5 là quốc lễ.
Sau khi Vương thái hậu Savang Vadhana (สว่างวัฒนา, Sawang Watthana Phra Phanvasa Areekajao) từ trần, nhà vua sống tu trì trong 15 ngày (22 tháng 10 – 5 tháng 11 năm 1956) theo tục lệ. Trong thời gian này, Sirikit được chỉ định làm nhiếp chính. Về sau bà được sắc phong Vương hậu Nhiếp chính (Somdej Phra Boromarajininat).

## Xung đột chính trị trong thập niên 1970
Trong thời gian đầu trị vì, khi chính quyền bị đặt dưới quyền kiểm soát của nhà độc tài Plaek Pibulsonggram, Bhumibol không có thực quyền và chẳng làm gì khác hơn là thủ giữ một vai trò nghi lễ cho chính phủ quân sự. Sau khi Plaek Pibulsonggram bị lật đổ, trong thời gian cầm quyền của chính phủ Sarit Dhanarajata, vương triều được hồi sinh. Bhumibol tham dự các buổi lễ công cộng, du hành đến các địa phương và bảo trợ nhiều đề án phát triển. Lúc này, nghi thức phủ phục trước nhà vua khi được tiếp kiến, vốn bị Vua Chulalongkorn (Rama V) cấm trước đó, đã được phục hồi cùng với sự hồi sinh của dòng tu Thammayut Nikaya (một dòng tu thuộc Phật giáo được vương thất bảo trợ). Lần đầu tiên kể từ khi chế độ quân chủ chuyên chế bị lật đổ, một buổi lễ rước Ngự thuyền vương thất trên sông Chao Phraya được tổ chức, người dân tụ tập chào đón nhà vua khi ông trên đường đến dâng phục trang cho các đền chùa. Một số nghi lễ từ triều đại Chakri như lễ tịch điền (tiếng Thái: พิธีพืชมงคล) cũng được phục hồi. Chính sự liên kết mật thiết với quốc vương đã giúp mang đến cho Sarit và chế độ quân sự tính hợp pháp. Sau khi Sarit qua đời, chính sách ủng hộ vương thất của ông được Thống chế Thanom Kittikachorn tiếp tục duy trì và thực hiện sâu rộng.
Tháng 10 năm 1973, sau những cuộc biểu tình đông đảo và sau cái chết của nhiều người biểu tình ủng hộ dân chủ do giới sinh viên khởi xướng và lãnh đạo, nhà vua Bhumibol lần đầu tiên khẳng định vai trò của ông trên chính trường Thái Lan bằng cách công khai bày tỏ lập trường ủng hộ những nỗ lực chấm dứt chế độ quân sự Thanom. Ông ra lệnh mở cửa Cung điện Chitralada đón tiếp các sinh viên bị giới chức truy đuổi, và tiếp xúc với những thủ lĩnh của phong trào sinh viên đấu tranh. Sau đó, nhà vua bổ nhiệm Viện trưởng Đại học Thammasat, Sanya Dharmasakti, vào chức vụ thủ tướng. Kế tiếp là một chuỗi các chính phủ dân sự lãnh đạo đất nước cho đến năm 1976, Thanom trở về nước sau một thời gian tự ý sống lưu vong, kích hoạt những xung đột mới. Những cuộc phản kháng chống nhà cựu độc tài bắt đầu leo thang, lên đến cao điểm khi hai tờ nhật báo cho đăng tải những hình ảnh giả mạo miêu tả sinh viên Đại học Thammasat treo cổ hình nộm thái tử Vajiralongkorn.
Được Quốc vương Bhumibol ngầm phê chuẩn, xướng ngôn viên trên đài phát thanh do quân đội kiểm soát cáo buộc các sinh viên kháng nghị phạm tội khi quân và huy động lực lượng dân quân của quốc vương, gồm Do thám làng, Nawaphon, và Bò tót Đỏ để "giết bọn cộng sản".:235 Đến chạng vạng ngày 5 tháng 10, khoảng 4.000 người từ các lực lượng dân quân này cũng như nhân viên quân đội và cảnh sát tập hợp bên ngoài Đại học Thammasat nơi các sinh viên đã kháng nghị nhiều tuần. Các hành động này chuẩn bị cho cuộc thảm sát vào hôm sau.:90
Đến bình minh ngày 6 tháng 10 năm 1976, quân đội và cảnh sát cũng như ba lực lượng dân quân chặn lối ra khỏi đại học và bắt đầu bắn vào khuôn viên, sử dụng súng trường M16, súng cạc-bin, súng ngắn, súng phóng lựu, và thậm chí là súng không giật cỡ lớn.:235-236 Bị ngăn rời khuôn viên trường hay thậm chí là đưa người bị thương đến bệnh viện, các sinh viên khẩn cầu ngừng bắn, nhưng các cuộc tấn công vẫn tiếp tục.:236 Khi một sinh viên ra đầu hàng, anh bị bắn chết.:236 Sau khi cảnh sát trưởng Bangkok ban lệnh tự do khai hỏa, họ nã súng ồ ạt vào khuôn viên, lãnh đạo là cảnh sát biên phòng.:236 Các sinh viên lặn dưới sông Chao Phraya bị các tàu hải quân bắn trong khi những người khác đầu hàng nằm xuống đất, bị đánh đập khiến nhiều người chết.:236 Một số người bị treo lên cây và bị đánh, những người khác bị đốt cháy. Các sinh viên nữ bị cảnh sát và Bò tót Đỏ cưỡng hiếp, có người mất mạng.:236 Thảm sát tiếp tục trong vài giờ, và chỉ dừng lại vào buổi trưa do có mưa.:236 Theo chính phủ, có 46 người chết do xung đột, cùng 167 người bị thương và 3.000 người bị bắt giữ. Nhiều người còn sống tuyên bố rằng tổng số người chết vượt quá 100. Đây chính là cuộc Thảm sát Đại học Thammasat.
Những rối loạn bùng phát sau đó được sử dụng như một cái cớ để tiến hành cuộc đảo chính quân sự dẫn đến sự bổ nhiệm Tanin Kraivixien vào chức vụ thủ tướng. Ông này lại bị thay thế bởi Tướng Kriangsak Chomanan trong một cuộc đảo chính quân sự khác trong tháng 10 năm 1977. Năm 1980, Kriangsak được kế nhiệm bởi Tổng Tư lệnh Quân lực, Tướng Prem Tinsulanond, một người ủng hộ nhà vua. Tháng 4 năm 1981, một nhóm sĩ quan quân đội âm mưu đảo chính, nhưng kế hoạch của họ bị sụp đổ mau chóng khi Prem lẩn tránh đến Khorat, sau đó hoàng gia cũng đến lánh nạn ở Khorat. Vương hậu, qua sóng phát thanh, công khai ủng hộ chính phủ Prem. Do lập trường của hoàng gia, nhiều đơn vị quân đội trung thành với quốc vương quay trở lại chiếm giữ thủ đô.

## Khủng hoảng năm 1992
Trong năm 1992, Bhumibol thủ giữ một vai trò quan trọng trong tiến trình chuyển đổi đất nước Thái Lan sang nền dân chủ. Cuộc đảo chính ngày 23 tháng 2 năm 1991 lại đặt Thái Lan dưới sự cai trị của một chế độ độc tài quân sự. Sau cuộc tổng tuyển cử năm 1992, các chính đảng chiếm đa số mời Tướng Suchinda Kraprayoon, người lãnh đạo cuộc chính biến, làm thủ tướng. Động thái này gây ra nhiều bất bình, tăng cường độ các xung đột dẫn đến các cuộc biểu tình và gây ra nhiều thương vong khi quân đội được gọi đến để trấn áp các cuộc tụ tập. Tình thế trở nên đáng quan ngại khi cả hai phía đều không có dấu hiệu nhượng bộ khiến tình trạng bạo động càng leo thang.
Quốc vương cho đòi Suchinda và nhà lãnh đạo phong trào ủng hộ dân chủ, Thiếu tướng Chamlong Srimuang, đến gặp ông trong một buổi hội kiến được truyền hình. Ngay lúc cao điểm của cuộc khủng hoảng, hình ảnh hai nhân vật chống đối nhau cùng phủ phục trước nhà vua (theo nghi thức hoàng gia) đã gây ấn tượng mạnh mẽ trên toàn dân tộc, dẫn đến quyết định từ chức của Suchinda xảy ra không lâu sau đó. Đó là một trong vài lần hiếm hoi nhà vua can thiệp trực tiếp vào các tranh chấp chính trị. Một cuộc tổng tuyển cử được tiến hành, và từ đó nền dân chủ được phục hồi.

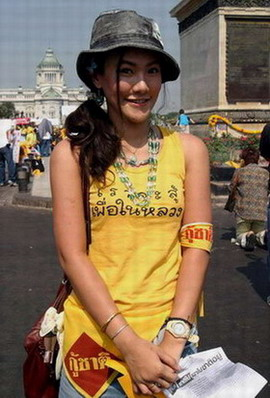
Một người phản kháng mặc áo thun màu vàng hoàng tộc với hàng chữ "Chúng tôi yêu Quốc vương", trở thành biểu tượng của phong trào chống Thaksin.

## Khủng hoảng năm 2005 – 2006

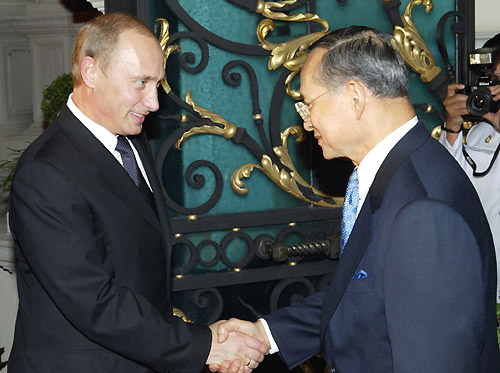
Nhà vua và Tổng thống Nga Putin ngày 22/10/2003

Nhà vua cũng bị lôi cuốn vào cuộc khủng hoảng chính trị tại Thái Lan trong năm 2005-2006. Tháng 4 năm 2005, Thủ tướng Thaksin Shinawatra chủ toạ một buổi lễ công quả tại Chùa Emerald Buddha, thánh địa của Phật giáo Thái Lan. Tờ Phoochatkarn, một nhật báo ở Bangkok, cho rằng Thaksin cướp quyền quốc vương qua hành động chủ toạ buổi lễ. Chủ báo Phoochatkan, Sondhi Limthongkul, đẩy mạnh việc sử dụng các khẩu hiệu như "Chúng ta yêu Quốc vương", "Chúng ta chiến đấu cho Quốc vương", "Trả quyền lực về cho Nhà Vua" như là một công cụ trong các cuộc biểu tình chống Thaksin. Trong thực tế, Bhumibol đã chuẩn thuận cho Thaksin chủ toạ buổi lễ, song Sondhi cứ tiếp tục sử dụng các khẩu hiệu ủng hộ hoàng gia nhẳm trong các cuộc biểu tình chống Thaksin cho đến khi Thaksin phải tuyên bố từ chức, sau một cuộc hội kiến với Bhumibol.
Trong những tuần lễ trước cuộc bầu cử quốc hội vào tháng 4 năm 2006, liên minh chống Thaksin (bao gồm Đảng Dân chủ, Liên minh Nhân dân vì Dân chủ, và Hiệp hội Luật Thái Lan) thỉnh cầu nhà vua bổ nhiệm thủ tướng và nội các thay thế nhằm giải quyết cuộc khủng hoảng, nhưng yêu cầu này vấp phải nhiều sự chống đối. Bhumibol, trong bài diễn văn đọc ngày 26 tháng 4, trả lời rằng "Thỉnh cầu Quốc vương bổ nhiệm thủ tướng là không dân chủ. Ấy là, tôi xin lỗi, một sự lộn xộn. Đó là điều không hợp lý".
Một ngày sau khi tuyên bố chiến thắng trong cuộc bầu cử quốc hội, Thaksin đến gặp riêng Quốc vương Bhumibol. Chỉ vài giờ sau đó, hình ảnh của Thaksin đầy nước mắt xuất hiện trên truyền hình toàn quốc tuyên bố từ chối chức vụ thủ tướng và sẽ đi nghỉ xa lánh chính trường.
Trong một bài diễn văn hiếm hoi được truyền hình đọc trước các thẩm phán cao cấp, Bhumibol yêu cầu ngành tư pháp hành động để giải quyết cuộc khủng hoảng chính trị. Ngày 8 tháng 5 năm 2006, Toà án Hiến pháp tuyên bố không công nhận kết quả cuộc bầu cử tháng 4 và ra lệnh tổ chức một vòng tuyển cử mới.

## Quyền lực của Quốc vương
Mặc dù Thái Lan đã chuyển đổi thành công để trở thành một đất nước dân chủ, Bhumibol vẫn tiếp tục hành xử quyền lực rộng lớn trên quốc gia này, một phần là do tình cảm nồng nhiệt người dân dành cho nhà vua, phần khác là do thiếu một định nghĩa rõ ràng trong Hiến pháp Thái Lan về quyền lực dành cho quốc vương. Tình trạng này trở nên nổi bật trong cuộc tranh luận xoay quanh việc bổ nhiệm chức danh Tổng Kiểm toán. Tháng 7 năm 2004, Toà án Hiến pháp ra phán quyết cho rằng việc Uỷ ban Kiểm toán Nhà nước bổ nhiệm Jaruvan Maintaka vào chức vụ này là vi hiến, nhưng Jaruvan từ chối chấp nhận phán quyết nếu không có một sắc chỉ của quốc vương. Tháng 2 năm 2006, Uỷ ban Kiểm toán tái xác nhận sự bổ nhiệm khi tìm thấy một bản ghi nhớ từ Văn phòng Thư ký Quốc vương cho thấy sự ủng hộ của nhà vua dành cho Jaruvan.

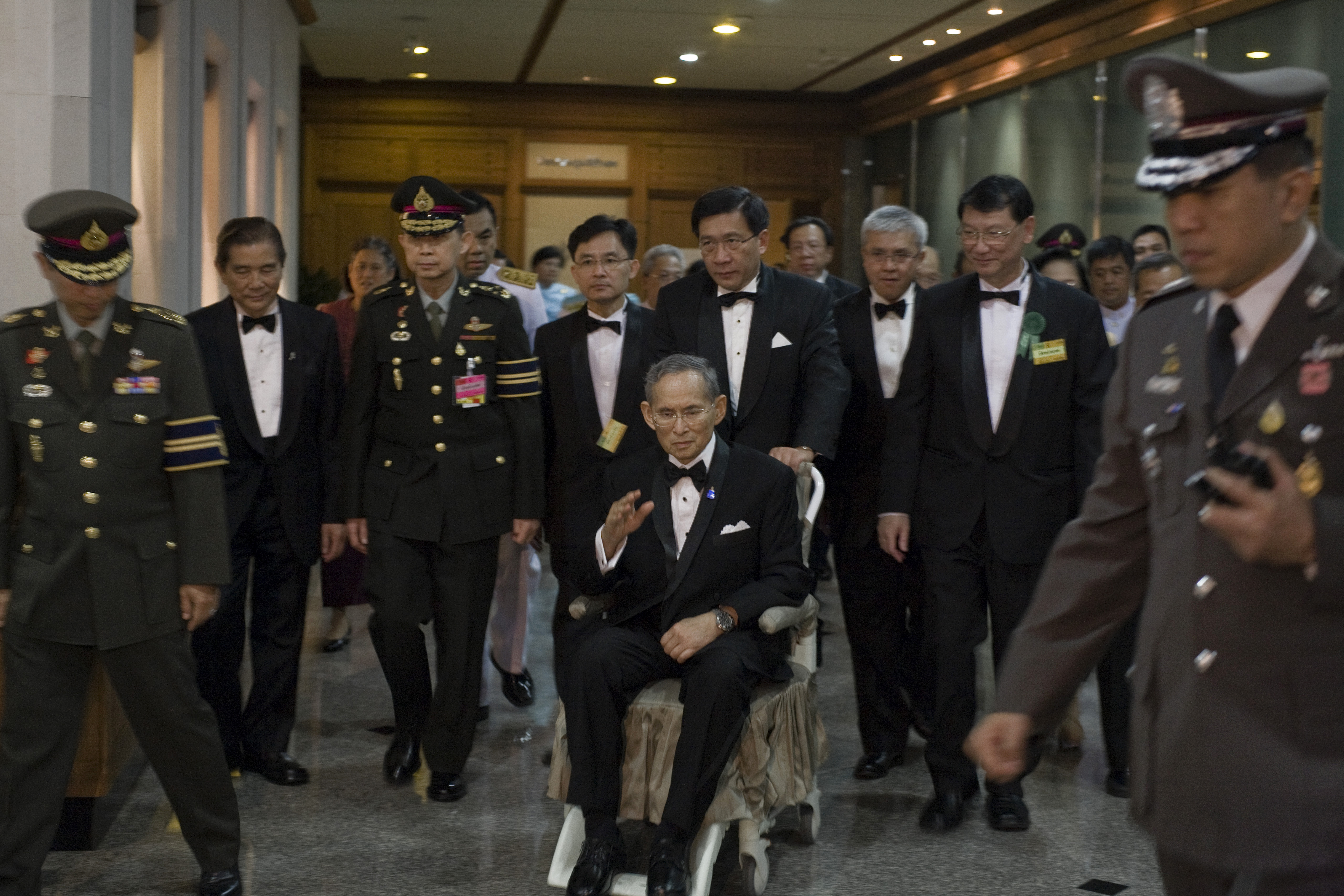
Vua Bhumibol Adulyadej tại một buổi "hòa nhạc Therdthai Nghệ sĩ tối cao Siriraj " tại thính phòng của Trường Cao đẳng Hoàng gia, ngày 29/9/2010

Điều này dấy lên những tranh luận về việc quyền lực của nhà vua là cao hơn hiến pháp hay không. Thượng nghị sĩ Kaewsan Atibhodi, một cựu thành viên của Uỷ ban Soạn thảo Hiến pháp, nhận xét rằng theo điều 7 của Hiến pháp năm 1997: "bất cứ điều khoản nào của hiến pháp, khi được áp dụng trong bất cứ trường hợp nào phải phù hợp với việc thực thi hiến pháp trong thể chế dân chủ với Quốc vương là Nguyên thủ Quốc gia". Theo cách giải thích của Kaewasan, điều khoản này dành cho nhà vua quyền phủ quyết khi Thượng viện bổ nhiệm Wisut Montriwat: "Bất cứ điều gì [Quốc vương] xem là không ích lợi cho nhân dân và không công bằng, Vương thượng có quyền phủ quyết".
Ảnh hưởng sâu rộng của Bhumibol trên công luận Thái được thể hiện sau vụ bạo động Phnom Penh năm 2003 ở Campuchia, khi hàng trăm người Thái, phẫn nộ do đại sứ quán Thái Lan ở Phnom Penh bị đốt, tụ tập bên ngoài đại sứ quán Campuchia tại Bangkok, giật đổ tường và tìm cách tràn vào toà nhà. Nhưng khi Tổng nha Cảnh sát Quốc gia, Sant Sarutanonda, công bố cho đám đông biết rằng ông vừa nhận được một cuộc điện đàm từ Arsa Sarasin, thư ký nhà vua, chuyển lời của nhà vua kêu gọi bình tĩnh, tình thế khó khăn đã được giải quyết trong hoà bình.

## Những đề án của Hoàng gia
Bhumibol tham gia tích cực vào đời sống kinh tế và xã hội của đất nước, chủ yếu là qua một loạt các đề án phát triển kinh tế mà ông đề xuất, tổ chức và tài trợ. Mặt nam và tây của Điện Chitralada, hầm ủ, nhà máy và nông trang chế biến chỉ là phần nhỏ của chương trình phát triển gọi là "những đề án hoàng gia", từ các đề án nghiên cứu (thường là thuộc lĩnh vực nông nghiệp), trường học xen ca, huấn nghiệp, bảo tồn nước đến các dự án phát triển điền địa (không thể liệt kê hết). Có hơn 3.000 đề án khởi xướng bởi quốc vương và được triển khai trên toàn quốc, nhắm vào mục tiêu cải thiện điều kiện sống của dân nghèo ở vùng nông thôn Thái Lan.
Hoạt động trong nhiều lĩnh vực từ giới thiệu giống cây trồng đến bảo tồn nước, từ thoát nước vùng đầm lầy đến bảo vệ rừng, trong mục tiêu phát triển bền vững, Dự án Phát triển Hoàng gia được chia thành tám thể loại phụ thuộc vào khu vực kinh tế mà nó nhắm vào: nông nghiệp, môi trường, y tế, huấn nghiệp, tài nguyên nước, truyền thông, phúc lợi xã hội và những lĩnh vực khác.
Chúng có thể được phân loại như sau:
- Đề án đích thân nhà vua hướng dẫn và thí nghiệm, thường dựa vào những tư vấn của các chuyên gia và được triển khai trong giai đoạn đầu bởi ngân quỹ riêng của nhà vua. Một khi đề án đạt được những kết quả khả quan, nhà vua chuyển giao đề án cho chính quyền để phát triển xa hơn.
- Đề án của Quốc vương và Vương hậu, ví dụ như đề án vụ mùa thay thế nhằm chặn đứng việc trồng thuốc phiện, phá rừng và đốt rừng để canh tác, vẫn được duy trì bởi người dân các bộ tộc. Nhà vua cung ứng tư vấn và sự trợ giúp để người dân trồng các loại cây ăn trái và hoa, đem lại lợi tức cao hơn cũng như cải thiện điều kiện thời tiết.
- Đề án được điều hành bởi tư nhân nhưng dựa trên những chỉ dẫn của nhà vua, gồm có Bách khoa Toàn thư cho Đề án Thanh niên, Đề án Từ điển, và Đề án Phát triển Làng xã Hợp tác Din Daeng.

Tháng 5 năm 2006, Tổng Thư ký Liên Hợp Quốc, Kofi Annan, trao tặng Huy chương Thành quả Trọn đời vì Phát triển Nhân loại đầu tiên của Liên Hợp Quốc cho nhà vua.

## Kỷ niệm 60 năm trị vì
Đại lễ mừng 60 năm năm 2006 nhà vua đăng quang bao gồm một chuỗi các hoạt động lễ hội tôn vinh triều đại Bhumibol như lễ rước thuyền hoàng gia trên Sông Chao Phraya, bắn pháo hoa, triển lãm nghệ thuật, hoà nhạc và khiêu vũ. Vào dịp này Tổng Thư ký Liên Hợp Quốc trao tặng Quốc vương Huy chương Thành quả Trọn đời vì Phát triển Nhân loại. Lễ kéo dài từ ngày 9 tháng 6 đến 12-13 tháng 6. Ngày 9 tháng 6, nhà vua và vương hậu xuất hiện trên ban công Điện Ananta Samakhom trước hàng trăm ngàn người dân. Lễ rước thuyền hoàng gia tổ chức ngày 12 tháng 6 năm 2006 với sự tham dự của quốc vương và vương hậu cùng khách mời hoàng tộc đến từ 25 quốc gia. Ngày 13 tháng 6, một quốc yến chiêu đãi khách hoàng tộc được tổ chức tại Điện Rama IX ở Hoàng Cung, tất cả kênh truyền hình Thái Lan đều tường thuật sự kiện lịch sử này

## Đời riêng

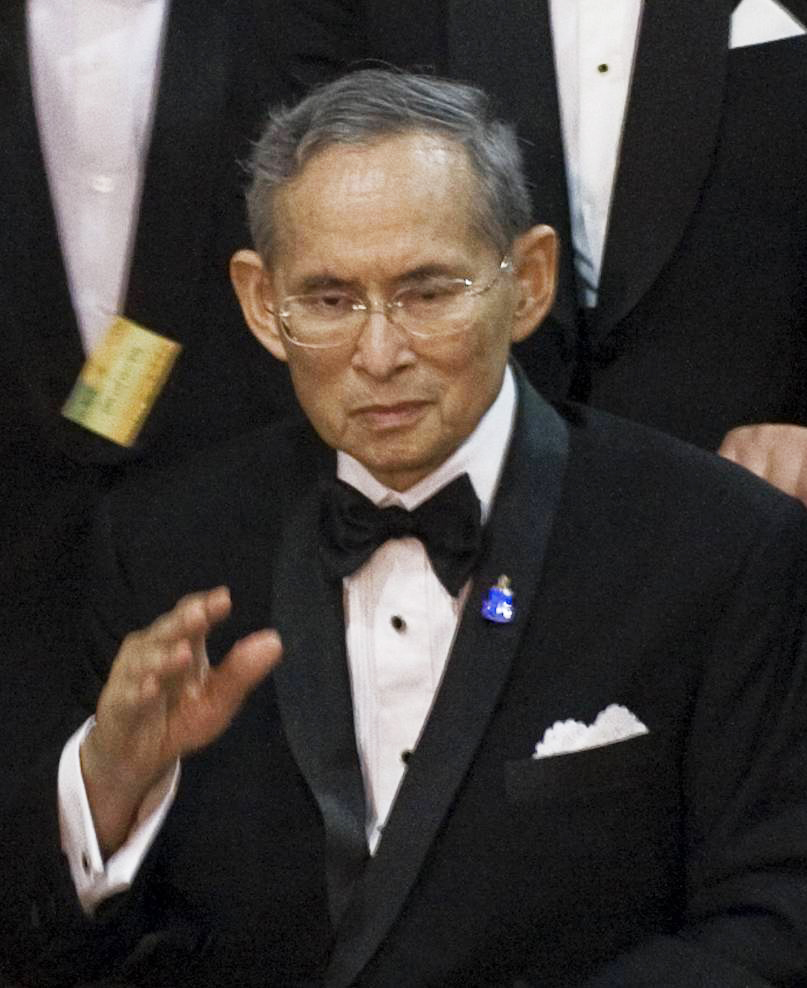
Nhà vua Rama IX năm 2010

Bhumibol là một nhạc công và sáng tác nhạc jazz tài năng. Nhà vua được trao tặng danh hiệu thành viên danh dự Viện Âm nhạc và Nghệ thuật Vienna vào lúc 32 tuổi. Ông thường trình diễn nhạc jazz trên sóng phát thanh của đài Or Sor, cũng đã công diễn với những huyền thoại nhạc jazz như Benny Goodman, Jack Teagarden, Lionel Hampton và Maynard Ferguson. Các ca khúc được nhà vua sáng tác được yêu thích tại các cuộc tụ họp công cộng và được trình diễn trong các buổi hoà nhạc. Bạn có thể thưởng thức chúng tại đây .
Ngoài ra, nhà vua còn là họa sĩ, nhiếp ảnh gia, tác giả và dịch giả. Tác phẩm Phra Mahachanok của ông dựa trên câu truyện cổ Jakata về kinh Phật. Chuyện kể về Thong Daeng là câu chuyện về con chó Khun Thong Daeng. Ông là vị vua duy nhất có bằng sáng chế năm 1993 cho một công trình xử lý nước thải tên "Chai Pattana", và một vài bằng sáng chế khác cho quy trình tạo mưa từ năm 1955: bằng sáng chế tạo mưa "sandwich" năm 1999 và sau này là bằng sáng chế "supersandwich" năm 2004.

## Tài sản hoàng gia

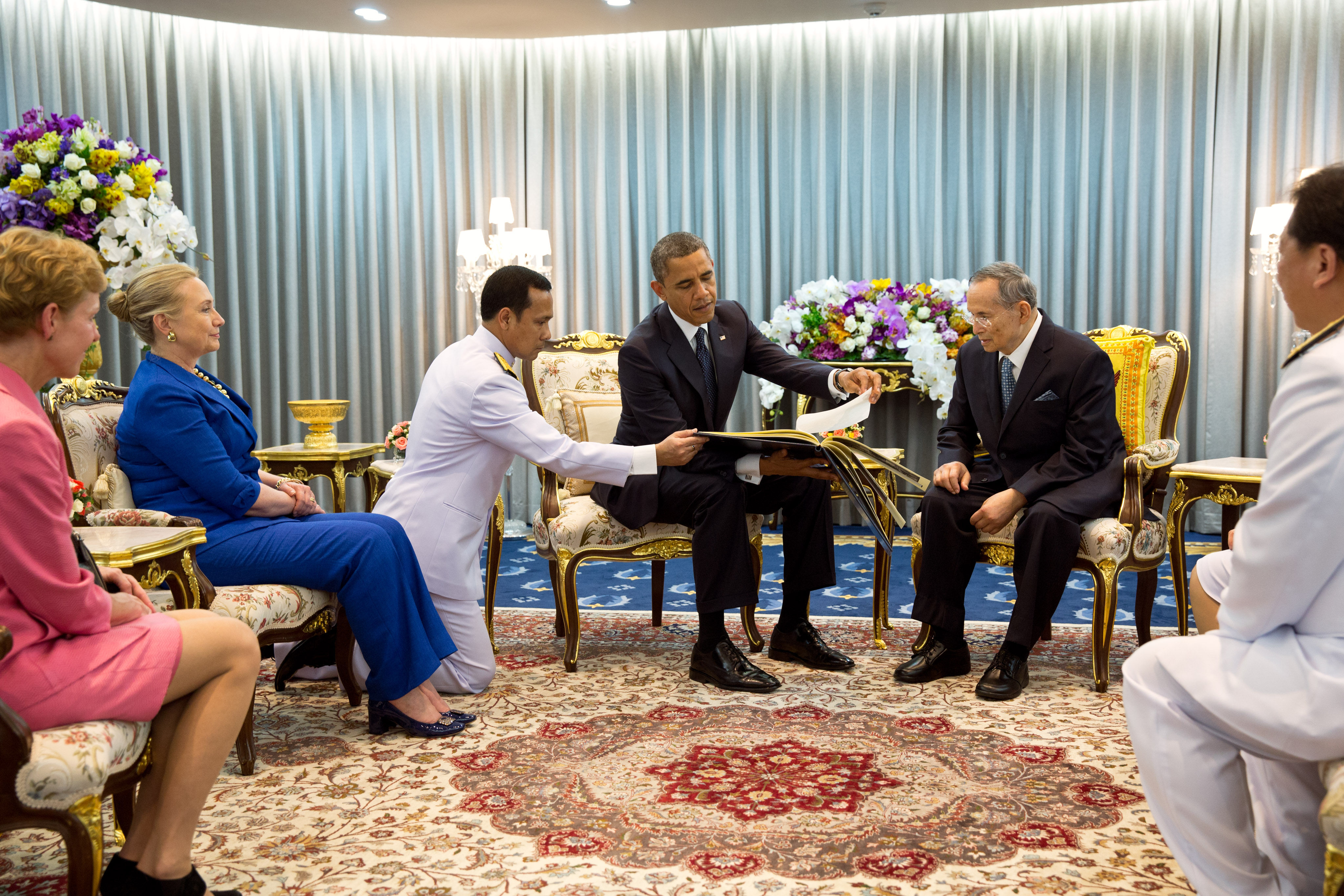
Vua Bhumibol Adulyadej và tổng thống Hoa Kỳ Obama ngày 18/11/2012 tại bệnh viện Siriraj, Bangkok

Bhumibol là một trong những người giàu nhất thế giới, nhờ đó nhà vua có thể tài trợ nhiều dự án. Tài sản của nhà vua và hoàng gia Thái được quản lý bởi Văn phòng Tài sản Hoàng gia (CPB).Từ khi thành lập vào năm 1938 tới nay, CPB thay mặt hoàng gia Thái Lan quản lý khối tài sản và các khoản đầu tư có giá trị ước tính 30-60 tỷ USD một cách "minh bạch và công khai để giám sát". Tổng Giám đốc CPB hiện nay là Chirayu Issarangkul Na Ayuthaya. Qua CPB nhà vua sở hữu nhiều loại tài sản rải rác khắp Thái Lan cũng như cổ phần trong nhiều công ty, kể cả Siam Cement (tập đoàn công nghiệp lớn nhất Thái Lan), và Ngân hàng Thương mại Siam (trong số những ngân hàng lớn nhất). Có khoảng 36.000 tài sản các loại của CPB được cho thuê mướn. Các tài sản sở hữu bởi CPB còn có Khách sạn Bốn mùa, Chợ đêm Suan Lum và Central World Tower.
Cục Tài sản Hoàng gia (CPB) hôm 16/6 cho hay đã chuyển toàn bộ quyền sở hữu tài sản hoàng gia Thái Lan cho vua Maha Vajiralongkorn, đồng nghĩa với việc lần đầu tiên mọi tài sản hoàng gia sẽ phải đóng thuế, theo BBC.
"Nhà vua yêu cầu trả lại tài sản vì cho rằng các tài sản này cũng phải chịu 'nghĩa vụ và thuế như của bất kỳ công dân Thái Lan nào'", CPB thông báo.

## Sách tiểu sử
Nhà báo Mỹ Paul Handley, 13 năm sống ở Thái Lan, năm 2005 viết quyển tiểu sử The King Never Smiles (Ông vua không bao giờ cười - ISBN 0-300-10682-3), được xuất bản bởi Nhà xuất bản Đại học Yale vào tháng 7 năm 2006. Tháng 1 năm 2006, Bộ Thông tin và Truyền thông Thái Lan ra lệnh cấm và phong toả trang web của Nhà xuất bản Đại học Yale. Trong một thông báo đề ngày 19 tháng 1 năm 2006, Tổng Giám đốc Cảnh sát Quốc gia Kowit Wattana nói rằng quyển sách có "nội dung ảnh hưởng đến an ninh quốc gia và đạo đức nhân dân".
Nội dung bị kiểm duyệt trên website của Nhà xuất bản Đại học Yale miêu tả cuốn sách nói về "câu chuyện bất ngờ về cuộc đời (quốc vương Bhmibol Adulyadej) và 60 năm trị vì – làm thế nào mà một cậu bé trưởng thành ở phương Tây lại được người dân sùng bái như một vị Phật sống, và làm thế nào mà một vị vua được mọi người nhìn xem là tốt lành cho đất nước và có vai trò phi chính trị, trong thực tế, lại can thiệp sâu vào chính trường, chuyên chế, và ngay cả tàn bạo …. Trái với hình ảnh được mọi người chấp nhận về một quân vương đức độ và bình đẳng, Handley miêu tả cách thuyết phục về một vương triều phản dân chủ, hợp tác với những đồng minh trong các tập đoàn kinh tế và giới quân phiệt Thái nhằm bảo vệ một triều đại phong kiến lâu đời chỉ thay đổi trong hình thức cai trị mà thôi. Tổng biên tập Nhà xuất bản Đại học Yale gọi cuốn sách là "một quyển tiểu sử dẫn giải". Sau khi được xuất bản, tính xác thực của cuốn sách sẽ được công khai thẩm tra.
William Stevenson, người đã có cơ hội tiếp xúc với triều đình và hoàng gia, viết cuốn tiểu sử Revolution King (tiếng Anh: Ông vua cách mạng ISBN 1-84119-451-4) trong năm 2001. Một bài viết đăng trên tạp chí Time nói rằng ý tưởng cho cuốn sách được gợi ý bởi Bhumibol. Theo một số người, cuốn sách cho thấy một sự hiểu biết thân cận về đời tư của nhà vua. Thế nhưng, cuốn sách vẫn bị cấm tại Thái Lan và Văn phòng Hoàng gia cảnh cáo các phương tiện truyền thông Thái không nên nhắc nhở đến cuốn sách, chỉ trích cuốn sách là sử dụng tư liệu không chính xác, không tôn trọng nhà vua (nhắc đến biệt danh "Lek" gọi trong nhà của Bhumibol), và đưa ra giả thuyết gây nhiều tranh cãi về cái chết của Quốc vương Ananda. "Từ ban đầu, nhà vua đã nói là cuốn sách sẽ gây nguy hiểm cho ông và cho tôi", lời của Stevenson.

## Thừa kế ngai vàng
Ngày 28 tháng 12 năm 1972, con trai duy nhất của Quốc vương Bhumibol, Vương tử Vajralongkorn, được ban tước hiệu "Somdej Phra Boroma Orasadhiraj Chao Fah Maha Vajiralongkorn Sayam Makutrajakuman" (Thái tử nước Xiêm), và được chọn làm người thừa kế ngai vàng chiếu theo Luật Thừa kế Hoàng gia năm 1924.
Ngày 5 tháng 12 năm 1977, Công chúa Siridhorn nhận lãnh tước hiệu "Sayam Boromrajakumari" (Công chúa nước Xiêm). Tước hiệu của công chúa thường được dịch sang Anh ngữ là "Công chúa thừa kế", mặc dù tước hiệu chính thức của cô trong tiếng Anh chỉ đơn giản là "Công chúa". Về sau, hiến pháp được tu chính để cho phép Hội đồng Tư vấn chọn một công chúa thừa kế ngai vàng, song điều khoản này chỉ có thể thực thi trong trường hợp không có người thừa kế. Tu chính án này vẫn được duy trì trong Phần 23 của "Hiến pháp Nhân dân" năm 1997 hiện hành. Như vậy, Công chúa Siridhorn là nhân vật thứ hai trong thứ bậc thừa kế ngai vàng.
Những bản hiến pháp gần đây đã sửa đổi Luật Kế thừa Hoàng gia, dành đặc quyền cho quốc vương. Theo Gothom Arya, cựu uỷ viên hội đồng bầu cử, điều này cho phép nhà vua chọn một hoàng tử hoặc công chúa để thừa kế ngai vàng.
Thủ tướng Thái Lan thông báo cùng ngày Thái tử Maha Vajiralongkorn sẽ lên ngôi sau khi cha ông, Quốc vương Bhumibol Adulyadej, từ trần ngày 13/10/2016.

### Maha Vajiralongkorn
Vajiralongkorn, hiện 67 tuổi (2020), là một sĩ quan và phi công quân đội, có lối sống hào nhoáng, một người thích hưởng thụ và tiệc tùng, nhiều khi gây tranh cãi. Ông được cho là sống phần lớn thời gian ở hải ngoại. Ông đã lấy vợ ba lần, lần thứ hai và thứ ba kết thúc một cách đầy bê bối. Sau khi bỏ người vợ thứ hai, ông đã cắt hết quan hệ với vợ cũ và từ luôn bốn đứa con mà ông có với bà. Tổng cộng ông có bảy người con chính thức, và một người con trai sinh ra năm ngoái, con của người bạn đời hiện thời, một cựu nữ tiếp viên Hãng hàng không Thái. Mùa hè năm 2016, ông tậu thêm một biệt thự ở Tutzing nằm ở hồ Starnberg, Oberbayern, Đức, rộng 1500 m2, trong một mảnh đất 5600 m2. Sau khi người cha của ông, Bhumbibol Adulyadej băng hà, ông được kế vị ngai vàng.

## Lâm bệnh và qua đời
Ngày 31 tháng 8 năm 2016, nhà vua có triệu chứng tim đập nhanh và đờm đặc. Kết quả thử máu và đờm cho thấy ông bị nhiễm trùng máu nghiêm trọng. Trong khi đó, kết quả X-quang cũng cho thấy ông có dịch trong phổi. Đến ngày 2 tháng 9 năm 2016, tình hình của nhà vua Thái Lan đã khá hơn, các triệu chứng như huyết áp thấp và sốt đã thuyên giảm.
Đến ngày 8 tháng 10 năm 2016, nhà vua đã được lọc máu khiến ông bị tụt huyết áp. Các bác sĩ đã cung cấp thuốc và đặt ống ven để giúp huyết áp của ông trở lại bình thường. Tuy nhiên, sức khoẻ của ông chưa ổn định trở lại.
Vào 15 giờ 52 phút ngày 13 tháng 10 năm 2016, nhà vua đã băng hà, hưởng thọ 88 tuổi.
Ngày 14 tháng 10 năm 2016, thủ tướng Thái Lan Prayuth Chan-ocha nói sẽ để tang ông trong vòng 1 năm. Mọi hoạt động vui chơi, giải trí sẽ hoàn toàn "đóng băng" trong vòng 30 ngày kể từ khi ông qua đời.

## Danh hiệu
- 5 tháng 12 năm 1927 – 9 tháng 7 năm 1935: Phra Worawong Thoe Phra Ong Chao Bhumibol Adulyadej (พระวรวงศ์เธอ พระองค์เจ้าภูมิพลอดุลเดช, "Vương tử Bhumibol Adulyadej")
- 10 tháng 7 năm 1935 – 9 tháng 6 năm 1946: Somdet Phra Chao Nong Ya Thoe Chaofa Bhumibol Adulyadej (สมเด็จพระเจ้าน้องยาเธอ เจ้าฟ้าภูมิพลอดุลยเดช, "Vương đệ Bhumibol Adulyadej")
- 9 tháng 6 năm 1946 – 5 tháng 5 năm 1950: Somdet Phra Chao Yu Hua Bhumibol Adulyadej (สมเด็จพระเจ้าอยู่หัวภูมิพลอดุลยเดช)
- 5 tháng 5 năm 1950 – 13 tháng 10 năm 2016: Phra Bat Somdet Phra Poraminthra Maha Bhumibol Adulyadej Mahitalathibet Ramathibodi Chakkrinaruebodin Sayamminthrathirat Borommanatbophit (พระบาทสมเด็จพระปรมินทรมหาภูมิพลอดุลยเดช มหิตลาธิเบศรามาธิบดี จักรีนฤบดินทร สยามมินทราธิราช บรมนาถบพิตร)
- 13 tháng 10 năm 2016 – 5 tháng 5 năm 2019 (thụy hiệu): Phra Bat Somdet Phra Poraminthra Maha Bhumibol Adulyadej Borommanatbophit (พระบาทสมเด็จพระปรมินทรมหาภูมิพลอดุลยเดชฯ บรมนาถบพิตร)
- 5 tháng 5 năm 2019 – nay (thụy hiệu): Phra Bat Somdet Phra Boromchanakathibet Maha Bhumibol Adulyadej Maharaj Borommanatbophit (พระบาทสมเด็จพระบรมชนกาธิเบศร มหาภูมิพลอดุลยเดชมหาราช บรมนาถบพิตร)

## Tổ tiên
| \| \| \| \| \| \| \| \| \| \| \| \| \| \| 16. Phra Phutthaloetla (Rama II) (=20.) \| \| \| \| \| \| \| \| \| \| \| \| \| \| \| \| \| \| \| \| \| \| \| \| \| \| \| \| \| \| \| \| \| \| \| \| \| \| \| \| \| \| \| \| \| \| \| \| \| \| \| \| \| \| \| \| \| \| \| \| 8. Mongkut (Rama IV) (=10.) \| \| \| \| \| \| \| \| \| \| \| \| \| \| \| \| \| \| \| \| \| \| \| \| \| \| \| \| \| \| \| \| \| \| \| \| \| \| \| \| \| \| \| \| \| \| \| \| \| \| \| \| \| \| \| \| \| \| \| \| \| \| \| \| \| \| \| \| \| \| \| \| 17. Sri Suriyendra (=21.) \| \| \| \| \| \| \| \| \| \| \| \| \| \| \| \| \| \| \| \| \| \| \| \| \| \| \| \| \| \| \| \| \| \| \| \| \| \| \| \| \| \| \| \| \| \| \| \| \| \| \| \| \| \| \| \| \| \| \| \| \| \| \| \| \| \| \| \| \| \| \| \| 4. Chulalongkorn (Rama V) \| \| \| \| \| \| \| \| \| \| \| \| \| \| \| \| \| \| \| \| \| \| \| \| \| \| \| \| \| \| \| \| \| \| \| \| \| \| \| \| \| \| \| \| \| \| \| \| \| \| \| \| \| \| \| \| \| \| \| \| \| \| \| \| \| \| \| \| \| \| \| \| 18. Sririwongse, Hoàng tử Matayaphithak \| \| \| \| \| \| \| \| \| \| \| \| \| \| \| \| \| \| \| \| \| \| \| \| \| \| \| \| \| \| \| \| \| \| \| \| \| \| \| \| \| \| \| \| \| \| \| \| \| \| \| \| \| \| \| \| \| \| \| \| \| \| \| \| \| \| \| \| \| \| \| \| 9. Debsirindra \| \| \| \| \| \| \| \| \| \| \| \| \| \| \| \| \| \| \| \| \| \| \| \| \| \| \| \| \| \| \| \| \| \| \| \| \| \| \| \| \| \| \| \| \| \| \| \| \| \| \| \| \| \| \| \| \| \| \| \| \| \| \| \| \| \| \| \| \| \| \| \| 19. Mom Noi Siriwongse Na Ayudhya \| \| \| \| \| \| \| \| \| \| \| \| \| \| \| \| \| \| \| \| \| \| \| \| \| \| \| \| \| \| \| \| \| \| \| \| \| \| \| \| \| \| \| \| \| \| \| \| \| \| \| \| \| \| \| \| \| \| \| \| \| \| \| \| \| \| \| \| \| \| \| \| 2. Mahidol Adulyadej, Hoàng tử Songkla \| \| \| \| \| \| \| \| \| \| \| \| \| \| \| \| \| \| \| \| \| \| \| \| \| \| \| \| \| \| \| \| \| \| \| \| \| \| \| \| \| \| \| \| \| \| \| \| \| \| \| \| \| \| \| \| \| \| \| \| \| \| \| \| \| \| \| \| \| \| \| \| 20. Phra Phutthaloetla (Rama II) (=16.) \| \| \| \| \| \| \| \| \| \| \| \| \| \| \| \| \| \| \| \| \| \| \| \| \| \| \| \| \| \| \| \| \| \| \| \| \| \| \| \| \| \| \| \| \| \| \| \| \| \| \| \| \| \| \| \| \| \| \| \| \| \| \| \| \| \| \| \| \| \| \| \| 10. Mongkut (Rama IV) (=8.) \| \| \| \| \| \| \| \| \| \| \| \| \| \| \| \| \| \| \| \| \| \| \| \| \| \| \| \| \| \| \| \| \| \| \| \| \| \| \| \| \| \| \| \| \| \| \| \| \| \| \| \| \| \| \| \| \| \| \| \| \| \| \| \| \| \| \| \| \| \| \| \| 21. Sri Suriyendra (=17.) \| \| \| \| \| \| \| \| \| \| \| \| \| \| \| \| \| \| \| \| \| \| \| \| \| \| \| \| \| \| \| \| \| \| \| \| \| \| \| \| \| \| \| \| \| \| \| \| \| \| \| \| \| \| \| \| \| \| \| \| \| \| \| \| \| \| \| \| \| \| \| \| 5. Savang Vadhana \| \| \| \| \| \| \| \| \| \| \| \| \| \| \| \| \| \| \| \| \| \| \| \| \| \| \| \| \| \| \| \| \| \| \| \| \| \| \| \| \| \| \| \| \| \| \| \| \| \| \| \| \| \| \| \| \| \| \| \| \| \| \| \| \| \| \| \| \| \| \| \| 22. Luang Asasamdaeng (Taeng Sucharitakul) \| \| \| \| \| \| \| \| \| \| \| \| \| \| \| \| \| \| \| \| \| \| \| \| \| \| \| \| \| \| \| \| \| \| \| \| \| \| \| \| \| \| \| \| \| \| \| \| \| \| \| \| \| \| \| \| \| \| \| \| \| \| \| \| \| \| \| \| \| \| \| \| 11. Piam Sucharitakul \| \| \| \| \| \| \| \| \| \| \| \| \| \| \| \| \| \| \| \| \| \| \| \| \| \| \| \| \| \| \| \| \| \| \| \| \| \| \| \| \| \| \| \| \| \| \| \| \| \| \| \| \| \| \| \| \| \| \| \| \| \| \| \| \| \| \| \| \| \| \| \| 23. Thao Sucharitthamrong (Nak Sucharitakul) \| \| \| \| \| \| \| \| \| \| \| \| \| \| \| \| \| \| \| \| \| \| \| \| \| \| \| \| \| \| \| \| \| \| \| \| \| \| \| \| \| \| \| \| \| \| \| \| \| \| \| \| \| \| \| \| \| \| \| \| \| \| \| \| \| \| \| \| \| \| \| \| 1. Bhumibol Adulyadej (Rama IX) \| \| \| \| \| \| \| \| \| \| \| \| \| \| \| \| \| \| \| \| \| \| \| \| \| \| \| \| \| \| \| \| \| \| \| \| \| \| \| \| \| \| \| \| \| \| \| \| \| \| \| \| \| \| \| \| \| \| \| \| \| \| \| \| \| \| \| \| \| \| \| \| \| \| \| \| \| \| \| \| \| \| \| \| \| \| \| \| \| \| \| \| \| \| \| \| \| \| \| \| \| \| \| \| \| \| \| \| \| \| \| \| \| \| \| \| \| \| \| \| \| \| \| \| \| \| \| \| \| \| \| \| \| \| \| \| \| \| \| \| \| \| \| \| 12. Chum \| \| \| \| \| \| \| \| \| \| \| \| \| \| \| \| \| \| \| \| \| \| \| \| \| \| \| \| \| \| \| \| \| \| \| \| \| \| \| \| \| \| \| \| \| \| \| \| \| \| \| \| \| \| \| \| \| \| \| \| \| \| \| \| \| \| \| \| \| \| \| \| \| \| \| \| \| \| \| \| \| \| \| \| \| \| \| \| \| \| \| \| \| \| \| \| \| \| \| \| \| \| \| \| \| \| \| \| \| \| \| \| \| \| \| \| \| \| \| \| \| \| \| \| \| \| \| \| \| \| \| \| \| \| \| \| \| \| \| \| \| \| \| \| 6. Chu Chukramol \| \| \| \| \| \| \| \| \| \| \| \| \| \| \| \| \| \| \| \| \| \| \| \| \| \| \| \| \| \| \| \| \| \| \| \| \| \| \| \| \| \| \| \| \| \| \| \| \| \| \| \| \| \| \| \| \| \| \| \| \| \| \| \| \| \| \| \| \| \| \| \| \| \| \| \| \| \| \| \| \| \| \| \| \| \| \| \| \| \| \| \| \| \| \| \| \| \| \| \| \| \| \| \| \| \| \| \| \| \| \| \| \| \| \| \| \| \| \| \| \| \| \| \| \| \| \| \| \| \| \| \| \| \| \| \| \| \| \| \| \| \| \| \| \| \| \| \| \| \| \| \| \| \| \| \| \| \| \| \| \| \| \| \| \| \| \| \| \| \| \| \| \| \| \| \| \| \| \| \| \| \| \| \| \| \| \| \| \| \| \| \| \| \| \| \| \| \| \| \| \| \| \| \| \| \| \| \| \| \| \| \| \| \| \| \| \| \| \| \| \| \| \| \| \| \| \| \| \| \| \| \| \| \| \| \| \| \| \| \| \| \| \| \| \| \| \| \| \| \| \| \| \| \| \| \| \| \| \| \| \| \| \| \| \| \| \| \| \| \| \| \| \| \| \| \| \| \| \| \| \| \| \| \| \| \| \| \| 3. Srinagarindra \| \| \| \| \| \| \| \| \| \| \| \| \| \| \| \| \| \| \| \| \| \| \| \| \| \| \| \| \| \| \| \| \| \| \| \| \| \| \| \| \| \| \| \| \| \| \| \| \| \| \| \| \| \| \| \| \| \| \| \| \| \| \| \| \| \| \| \| \| \| \| \| \| \| \| \| \| \| \| \| \| \| \| \| \| \| \| \| \| \| \| \| \| \| \| \| \| \| \| \| \| \| \| \| \| \| \| \| \| \| \| \| \| \| \| \| \| \| \| \| \| \| \| \| \| \| \| \| \| \| \| \| \| \| \| \| \| \| \| \| \| \| \| \| \| \| \| \| \| \| \| \| \| \| \| \| \| \| \| \| \| \| \| \| \| \| \| \| \| \| \| \| \| \| \| \| \| \| \| \| \| \| \| \| \| \| \| \| \| \| \| \| \| \| \| \| \| \| \| \| \| \| \| \| \| \| \| \| \| \| \| \| \| \| \| \| \| \| \| \| \| \| \| \| \| \| \| \| \| \| \| \| \| \| \| \| \| \| \| \| \| \| \| \| \| \| \| \| \| \| \| \| \| \| \| \| \| \| \| \| \| \| \| \| \| \| \| \| \| \| \| \| \| \| \| \| \| \| \| \| \| \| \| \| \| \| \| \| 7. Kham Chukramol \| \| \| \| \| \| \| \| \| \| \| \| \| \| \| \| \| \| \| \| \| \| \| \| \| \| \| \| \| \| \| \| \| \| \| \| \| \| \| \| \| \| \| \| \| \| \| \| \| \| \| \| \| \| \| \| \| \| \| \| \| \| \| \| \| \| \| \| \| \| \| \| \| \| \| \| \| \| \| \| \| \| \| \| \| \| \| \| \| \| \| \| \| \| \| \| \| \| \| \| \| \| \| \| \| \| \| \| \| \| \| \| \| \| \| \| \| \| \| \| \| \| \| \| \| \| \| \| \| \| \| \| \| \| \| \| \| \| \| \| \| \| \| \| 15. Pha \| \| \| \| \| \| \| \| \| \| \| \| \| \| \| \| \| \| \| \| \| \| \| \| \| \| \| \| \| \| \| \| \| \| \| \| \| \| \| \| \| \| \| \| \| \| \| \| \| \| \| \| |                                              |  |  |  |  |  |  |  |  |  |  |  |                                         |  |  |  |
| |                                              |  |  |  |  |  |  |  |  |  |  |  | 16. Phra Phutthaloetla (Rama II) (=20.) |  |  |  |
| |                                              |  |  |  |  |  |  |  |  |  |  |  |                                         |  |  |  |
| |                                              |  |  |  |  |  |  |  |  |  |  |  |                                         |  |  |  |
| |                                              |  |  |  |  |  |  |  |  |  |  |  |                                         |  |  |  |
| | 8. Mongkut (Rama IV) (=10.)                  |  |  |  |  |  |  |  |  |  |  |  |                                         |  |  |  |
| |                                              |  |  |  |  |  |  |  |  |  |  |  |                                         |  |  |  |
| |                                              |  |  |  |  |  |  |  |  |  |  |  |                                         |  |  |  |
| |                                              |  |  |  |  |  |  |  |  |  |  |  |                                         |  |  |  |
| | 17. Sri Suriyendra (=21.)                    |  |  |  |  |  |  |  |  |  |  |  |                                         |  |  |  |
| |                                              |  |  |  |  |  |  |  |  |  |  |  |                                         |  |  |  |
| |                                              |  |  |  |  |  |  |  |  |  |  |  |                                         |  |  |  |
| |                                              |  |  |  |  |  |  |  |  |  |  |  |                                         |  |  |  |
| | 4. Chulalongkorn (Rama V)                    |  |  |  |  |  |  |  |  |  |  |  |                                         |  |  |  |
| |                                              |  |  |  |  |  |  |  |  |  |  |  |                                         |  |  |  |
| |                                              |  |  |  |  |  |  |  |  |  |  |  |                                         |  |  |  |
| |                                              |  |  |  |  |  |  |  |  |  |  |  |                                         |  |  |  |
| | 18. Sririwongse, Hoàng tử Matayaphithak      |  |  |  |  |  |  |  |  |  |  |  |                                         |  |  |  |
| |                                              |  |  |  |  |  |  |  |  |  |  |  |                                         |  |  |  |
| |                                              |  |  |  |  |  |  |  |  |  |  |  |                                         |  |  |  |
| |                                              |  |  |  |  |  |  |  |  |  |  |  |                                         |  |  |  |
| | 9. Debsirindra                               |  |  |  |  |  |  |  |  |  |  |  |                                         |  |  |  |
| |                                              |  |  |  |  |  |  |  |  |  |  |  |                                         |  |  |  |
| |                                              |  |  |  |  |  |  |  |  |  |  |  |                                         |  |  |  |
| |                                              |  |  |  |  |  |  |  |  |  |  |  |                                         |  |  |  |
| | 19. Mom Noi Siriwongse Na Ayudhya            |  |  |  |  |  |  |  |  |  |  |  |                                         |  |  |  |
| |                                              |  |  |  |  |  |  |  |  |  |  |  |                                         |  |  |  |
| |                                              |  |  |  |  |  |  |  |  |  |  |  |                                         |  |  |  |
| |                                              |  |  |  |  |  |  |  |  |  |  |  |                                         |  |  |  |
| | 2. Mahidol Adulyadej, Hoàng tử Songkla       |  |  |  |  |  |  |  |  |  |  |  |                                         |  |  |  |
| |                                              |  |  |  |  |  |  |  |  |  |  |  |                                         |  |  |  |
| |                                              |  |  |  |  |  |  |  |  |  |  |  |                                         |  |  |  |
| |                                              |  |  |  |  |  |  |  |  |  |  |  |                                         |  |  |  |
| | 20. Phra Phutthaloetla (Rama II) (=16.)      |  |  |  |  |  |  |  |  |  |  |  |                                         |  |  |  |
| |                                              |  |  |  |  |  |  |  |  |  |  |  |                                         |  |  |  |
| |                                              |  |  |  |  |  |  |  |  |  |  |  |                                         |  |  |  |
| |                                              |  |  |  |  |  |  |  |  |  |  |  |                                         |  |  |  |
| | 10. Mongkut (Rama IV) (=8.)                  |  |  |  |  |  |  |  |  |  |  |  |                                         |  |  |  |
| |                                              |  |  |  |  |  |  |  |  |  |  |  |                                         |  |  |  |
| |                                              |  |  |  |  |  |  |  |  |  |  |  |                                         |  |  |  |
| |                                              |  |  |  |  |  |  |  |  |  |  |  |                                         |  |  |  |
| | 21. Sri Suriyendra (=17.)                    |  |  |  |  |  |  |  |  |  |  |  |                                         |  |  |  |
| |                                              |  |  |  |  |  |  |  |  |  |  |  |                                         |  |  |  |
| |                                              |  |  |  |  |  |  |  |  |  |  |  |                                         |  |  |  |
| |                                              |  |  |  |  |  |  |  |  |  |  |  |                                         |  |  |  |
| | 5. Savang Vadhana                            |  |  |  |  |  |  |  |  |  |  |  |                                         |  |  |  |
| |                                              |  |  |  |  |  |  |  |  |  |  |  |                                         |  |  |  |
| |                                              |  |  |  |  |  |  |  |  |  |  |  |                                         |  |  |  |
| |                                              |  |  |  |  |  |  |  |  |  |  |  |                                         |  |  |  |
| | 22. Luang Asasamdaeng (Taeng Sucharitakul)   |  |  |  |  |  |  |  |  |  |  |  |                                         |  |  |  |
| |                                              |  |  |  |  |  |  |  |  |  |  |  |                                         |  |  |  |
| |                                              |  |  |  |  |  |  |  |  |  |  |  |                                         |  |  |  |
| |                                              |  |  |  |  |  |  |  |  |  |  |  |                                         |  |  |  |
| | 11. Piam Sucharitakul                        |  |  |  |  |  |  |  |  |  |  |  |                                         |  |  |  |
| |                                              |  |  |  |  |  |  |  |  |  |  |  |                                         |  |  |  |
| |                                              |  |  |  |  |  |  |  |  |  |  |  |                                         |  |  |  |
| |                                              |  |  |  |  |  |  |  |  |  |  |  |                                         |  |  |  |
| | 23. Thao Sucharitthamrong (Nak Sucharitakul) |  |  |  |  |  |  |  |  |  |  |  |                                         |  |  |  |
| |                                              |  |  |  |  |  |  |  |  |  |  |  |                                         |  |  |  |
| |                                              |  |  |  |  |  |  |  |  |  |  |  |                                         |  |  |  |
| |                                              |  |  |  |  |  |  |  |  |  |  |  |                                         |  |  |  |
| | 1. Bhumibol Adulyadej (Rama IX)              |  |  |  |  |  |  |  |  |  |  |  |                                         |  |  |  |
| |                                              |  |  |  |  |  |  |  |  |  |  |  |                                         |  |  |  |
| |                                              |  |  |  |  |  |  |  |  |  |  |  |                                         |  |  |  |
| |                                              |  |  |  |  |  |  |  |  |  |  |  |                                         |  |  |  |
| |                                              |  |  |  |  |  |  |  |  |  |  |  |                                         |  |  |  |
| |                                              |  |  |  |  |  |  |  |  |  |  |  |                                         |  |  |  |
| |                                              |  |  |  |  |  |  |  |  |  |  |  |                                         |  |  |  |
| |                                              |  |  |  |  |  |  |  |  |  |  |  |                                         |  |  |  |
| | 12. Chum                                     |  |  |  |  |  |  |  |  |  |  |  |                                         |  |  |  |
| |                                              |  |  |  |  |  |  |  |  |  |  |  |                                         |  |  |  |
| |                                              |  |  |  |  |  |  |  |  |  |  |  |                                         |  |  |  |
| |                                              |  |  |  |  |  |  |  |  |  |  |  |                                         |  |  |  |
| |                                              |  |  |  |  |  |  |  |  |  |  |  |                                         |  |  |  |
| |                                              |  |  |  |  |  |  |  |  |  |  |  |                                         |  |  |  |
| |                                              |  |  |  |  |  |  |  |  |  |  |  |                                         |  |  |  |
| |                                              |  |  |  |  |  |  |  |  |  |  |  |                                         |  |  |  |
| | 6. Chu Chukramol                             |  |  |  |  |  |  |  |  |  |  |  |                                         |  |  |  |
| |                                              |  |  |  |  |  |  |  |  |  |  |  |                                         |  |  |  |
| |                                              |  |  |  |  |  |  |  |  |  |  |  |                                         |  |  |  |
| |                                              |  |  |  |  |  |  |  |  |  |  |  |                                         |  |  |  |
| |                                              |  |  |  |  |  |  |  |  |  |  |  |                                         |  |  |  |
| |                                              |  |  |  |  |  |  |  |  |  |  |  |                                         |  |  |  |
| |                                              |  |  |  |  |  |  |  |  |  |  |  |                                         |  |  |  |
| |                                              |  |  |  |  |  |  |  |  |  |  |  |                                         |  |  |  |
| |                                              |  |  |  |  |  |  |  |  |  |  |  |                                         |  |  |  |
| |                                              |  |  |  |  |  |  |  |  |  |  |  |                                         |  |  |  |
| |                                              |  |  |  |  |  |  |  |  |  |  |  |                                         |  |  |  |
| |                                              |  |  |  |  |  |  |  |  |  |  |  |                                         |  |  |  |
| |                                              |  |  |  |  |  |  |  |  |  |  |  |                                         |  |  |  |
| |                                              |  |  |  |  |  |  |  |  |  |  |  |                                         |  |  |  |
| |                                              |  |  |  |  |  |  |  |  |  |  |  |                                         |  |  |  |
| |                                              |  |  |  |  |  |  |  |  |  |  |  |                                         |  |  |  |
| | 3. Srinagarindra                             |  |  |  |  |  |  |  |  |  |  |  |                                         |  |  |  |
| |                                              |  |  |  |  |  |  |  |  |  |  |  |                                         |  |  |  |
| |                                              |  |  |  |  |  |  |  |  |  |  |  |                                         |  |  |  |
| |                                              |  |  |  |  |  |  |  |  |  |  |  |                                         |  |  |  |
| |                                              |  |  |  |  |  |  |  |  |  |  |  |                                         |  |  |  |
| |                                              |  |  |  |  |  |  |  |  |  |  |  |                                         |  |  |  |
| |                                              |  |  |  |  |  |  |  |  |  |  |  |                                         |  |  |  |
| |                                              |  |  |  |  |  |  |  |  |  |  |  |                                         |  |  |  |
| |                                              |  |  |  |  |  |  |  |  |  |  |  |                                         |  |  |  |
| |                                              |  |  |  |  |  |  |  |  |  |  |  |                                         |  |  |  |
| |                                              |  |  |  |  |  |  |  |  |  |  |  |                                         |  |  |  |
| |                                              |  |  |  |  |  |  |  |  |  |  |  |                                         |  |  |  |
| |                                              |  |  |  |  |  |  |  |  |  |  |  |                                         |  |  |  |
| |                                              |  |  |  |  |  |  |  |  |  |  |  |                                         |  |  |  |
| |                                              |  |  |  |  |  |  |  |  |  |  |  |                                         |  |  |  |
| |                                              |  |  |  |  |  |  |  |  |  |  |  |                                         |  |  |  |
| | 7. Kham Chukramol                            |  |  |  |  |  |  |  |  |  |  |  |                                         |  |  |  |
| |                                              |  |  |  |  |  |  |  |  |  |  |  |                                         |  |  |  |
| |                                              |  |  |  |  |  |  |  |  |  |  |  |                                         |  |  |  |
| |                                              |  |  |  |  |  |  |  |  |  |  |  |                                         |  |  |  |
| |                                              |  |  |  |  |  |  |  |  |  |  |  |                                         |  |  |  |
| |                                              |  |  |  |  |  |  |  |  |  |  |  |                                         |  |  |  |
| |                                              |  |  |  |  |  |  |  |  |  |  |  |                                         |  |  |  |
| |                                              |  |  |  |  |  |  |  |  |  |  |  |                                         |  |  |  |
| | 15. Pha                                      |  |  |  |  |  |  |  |  |  |  |  |                                         |  |  |  |
| |                                              |  |  |  |  |  |  |  |  |  |  |  |                                         |  |  |  |
| |                                              |  |  |  |  |  |  |  |  |  |  |  |                                         |  |  |  |